# Consumer Electronics Show
Consumer Electronics Show (CES) je největší světový veletrh spotřební elektroniky, který se od roku 1967 každoročně pořádá v Las Vegas. Jedná se o místo, kde se zpravidla objevují novinky, které se budou daný rok prodávat na světovém trhu.

## Produkty
Výběr produktů – milníků, které zde byly v minulosti představeny:
- Videorekordér (VCR), 1970
- přehrávač systému Laserdisc, 1974
- Pong, 1975
- Camcorder, 1981
- CD přehrávač, 1981
- Commodore 64, 1982
- Atari ST, 1985
- Nintendo Entertainment System, 1985
- Tetris, 1988
- DVD, 1996
- High-definition television, 1998
- Personal Video Recorder (PVR), 1999
- Xbox, 2001
- Plazmová televize, 2001
- Blu-ray disk, 2003
- 3D TV, 2009
- Tablety, Netbooky a zařízení s Androidem, 2010
- Connected TV, Android Honeycomb, Electric Focus od Forda, Motorola Atrix, Microsoft Avatar Kinect, 2011
- Ultrabooky, 3D OLED, tablety s Android 4.0, 2012
- Ultra HDTV, Flexible OLED, samořídící automobil, 2013

## Data nedávných CES
- 5.–8. ledna, 2023 (čt-so)[2]
- 9.–12. ledna, 2024 (út-pá)